# Plan Integral de Seguridad Escolar Deyse
El Plan Integral de Evacuación y Seguridad Escolar «Francisca Cooper», también conocido como Operación Deyse, es un sistema de administración de emergencias aplicado en Chile para los complejos educacionales. Su objetivo es una planificación eficiente y eficaz de seguridad para la comunidad escolar, adaptable a las particulares realidades de riesgos y de recursos de cada establecimiento educacional.

## Historia
Tiene su antecedente en la «Operación Deyse» (acrónimo para «De Evacuación y Seguridad Escolar»), diseñado en 1966 por la Oficina de Emergencia del Ministerio del Interior, antecesora de la Onemi. Deyse sólo apuntaba a la evacuación frente a las variables de sismo e incendio. Por ello, en 2001, por resolución exenta N° 51 del Ministerio de Educación, se derogó la «Operación Deyse», y se instauró el nuevo Plan Integral de Seguridad Escolar.
El Plan Integral de Seguridad Escolar no sólo apunta a la evacuación sino también a la formulación de planes y programas de prevención de acuerdo a las distintas realidades de cada establecimiento educacional. Establece dos metodologías básicas; AIDEP para el diagnóstico de riesgos y recursos del establecimientos, y ACCEDER para la elaboración de los protocolos de emergencia para los riesgos identificados en el diagnóstico.
En 2005, la ONEMI y el Ministerio de Educación realizaron una campaña de difusión que se llamó «Plan Francisca Cooper», en memoria de una mujer chilena que falleció en el tsunami que afectó al sudeste asiático en 2004, pero el Plan Integral de Seguridad Escolar mantiene su nombre.
Frente a los peligros que se pudieran generar debido al cambio climático se ha propuesto también incluir acciones de prevención en caso Aluviones, Nevazones con temporal, lluvia de Granizos, desbordes de ríos, Peligros de erupción volcánica, y otros.

## Descripción del plan
Previamente cada colegio debe tener demarcado distinta "ZS" o "Zonas de Seguridad" en los patios o lugares con mayores garantías de protección. Comúnmente se numeran. Cada curso y profesor debe saber de antemano el lugar que debe acudir en caso  de siniestro. 
- Se establece una forma de timbre o  sonido de campanada especial que sonará en caso de que se necesite evacuar.
- Se realizarán programados simulacros de evacuación en los que existen ciertos alumnos ya están previamente  designados para:
  - Abrir la puerta y comenzar la evacuación por filas.
  - Tomar el libro de clases (es un documento legal cuya información es difícil de recuperar en caso de pérdida)
  - Tomar el botiquín (si hay uno disponible)
  - Ayudar a salir a los alumnos con problemas de motricidad o minusvalía.
- Salir ordenadamente de la sala, sin mochilas ni bolsos en las manos, en filas,  sin correr y jamás gritar. El profesor debe ser el último en salir. Nunca devolverse a retirar algo olvidado.
- Caminar por los pasillos o patios hacia la zona de seguridad y esperar ahí hasta nuevo aviso. En dicho lugar el profesor pasa la lista para asegurarse que se encuentren todos.

Los simulacros deben hacerse en distintas horas y periodos y no todos son avisados; se deben cronometrar para mejorar detalles. En colegios que quedan junto al mar, además los alumnos deben caminar hasta lugares que estén a 30 m s. n. m. que previamente están designados. La responsabilidad de gestionar el plan Deyse descansa en los inspectores de cada colegio. Los alumnos que no respeten los ensayos y se comporten de manera indebida, son sancionados como falta grave, ya que se entiende que el entorpecimiento de estos ensayos puede significar hasta pérdida de vidas en un evento real.

### Plan en sectores costeros con peligro de Tsunamis

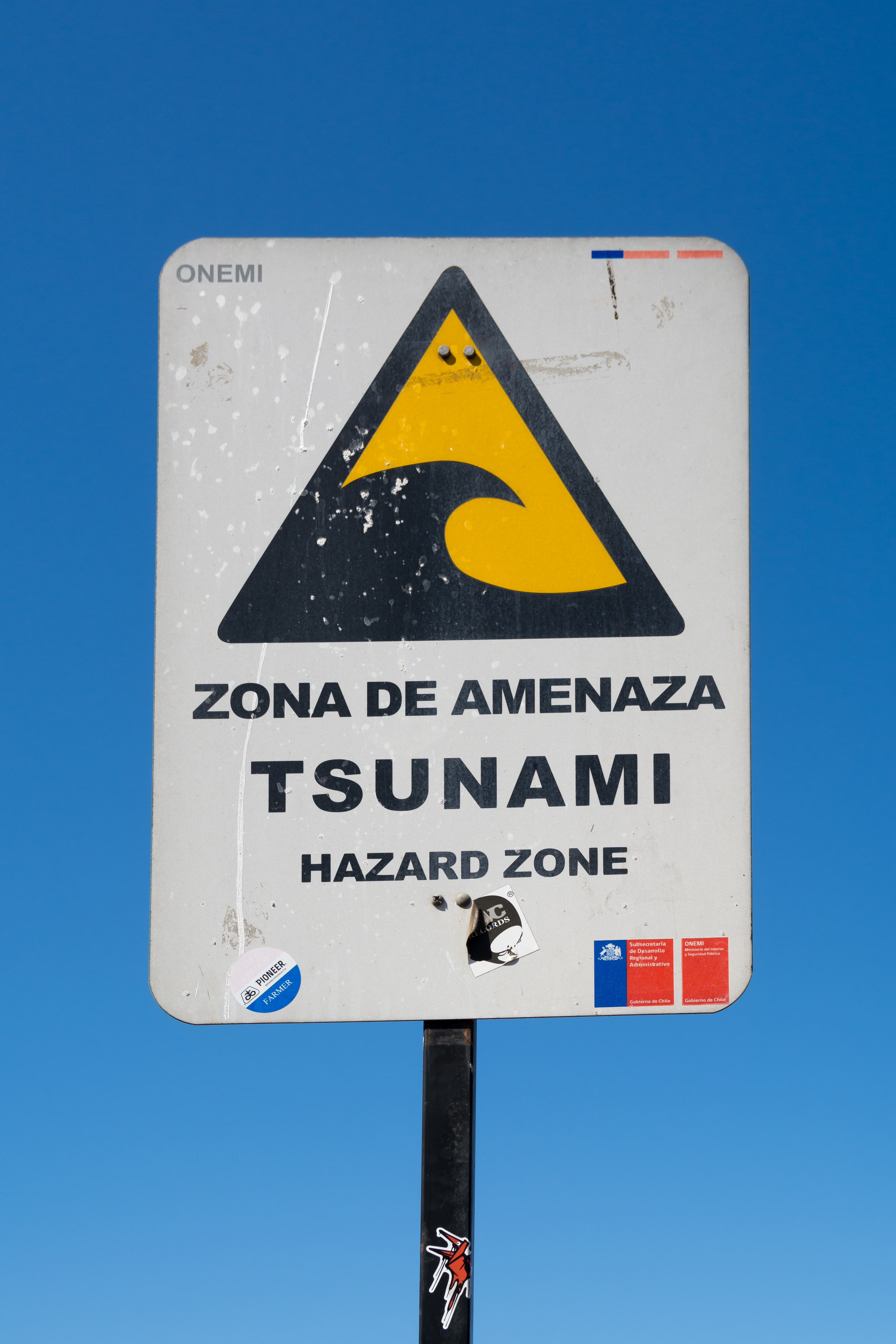
Letrero indicativo de sector peligroso

Cuando en algunas ciudades se realizan simulacros masivos de ciudadanos por alerta de tsunami, todos los colegios de la zona están coordinados y deben participar.
Todos los años en diferentes provincias y ciudades costeras se realizan masivos simulacros de evacuación por alerta de tsunamis, donde participan bomberos, oficinas públicas, organizaciones sociales y colegios.
Si bien en los teléfonos celulares de todas las personas en el área se avisa de la alerta, la participación de la sociedad civil es optativa. Sin embargo la masividad del acto y la participación de todos los escolares, permite que muchas familias se beneficien de la información.
Para el terremoto de 2014 se logró evacuar un millón de personas y salvar vidas frente al tsunami que dicho sismo provocó. Muchos entrevistados, principalmente extranjeros afirmaron que como vieron que toda la gente iba a los cerros ellos sólo siguieron a la multitud.

## Consecuencias
Tras décadas de implementación de este plan en los colegios de Chile, han provocado que culturalmente la población chilena tenga reacciones mucho más calmadas y seguras durante los siniestros. Se ha dado el caso que la gente evacúa en forma esponténea y calmada las playas tras un terremoto. En las redes hay muchos vídeos que comparan la calma de la población chilena frente a los sismos en comparación con otras sociedades.  
Con motivo de la baja cantidad de fallecidos en el terremoto de 2014, se destacó en varios medios internacionales que en Chile: 

"... no sólo las autoridades reaccionan rápido, los ciudadanos también. Con rapidez, pero sin correr. Y es que desde niños participan en simulacros organizados en los colegios y aprenden que mantener la calma y evacuar en orden es más seguro y eficaz".

Respecto al Terremoto de Coquimbo de 2015 el Centro Sismológico Nacional (CSN) de la Universidad de Chile declaró:

“el tsunami que produjo este terremoto llegó solamente cinco minutos después de ocurrido el sismo (...) Pese a ello las personas supieron reaccionar y evacuaron. Es fundamental la educación para el autocuidado, conocer y tomar los resguardos correspondientes al momento de un sismo cuando uno vive expuesto a tsunamis. Aquí la educación y los simulacros han cumplido un rol fundamental” 
Sergio Barrientos, Director del Centro Sismológico Nacional (CSN) 